# Kaizer Chiefs FC
A Kaizer Chiefs FC egy dél-afrikai labdarúgóklub, melyet 1970. január 7-én alapítottak Sowetóban, Johannesburgban. A csapat beceneve Amakhosi, ami "fejedelmet" vagy "vezért" jelent a Zuluknál. A hazai mérkőzéseiket többnyire az FNB Stadionban vagy az Ellis Parkban játsszák.
Megalakulásuk óta dominálnak helyi szinten és a Dél-afrikai Premier Soccer League-ben (PSL) együtt az Orlando Pirates-szal és a Mamelodi Sundowns FC-szal. A helyi riválisa az Orlando Pirates, ami a sowetoi csapat párja, melyben a Chiefs alapítója, Kaizer Motaung játszott pályafutása korai szakaszában.
A Chiefs-t 2009-ig kitiltotta a Confederation of African Football (CAF) az afrikai klubversenyektől, amiért váratlanul visszaléptek a 2005-ös CAF Konföderációs Kupától. Négy év alatt ez volt a második alkalom, hogy a CAF megbüntette a Chiefs-t, amiért megtagadta a részvételt egy tervezett CAF rendezvényen.
A Kaiser Chiefs egy brit indie/britpop zenekar Leeds-ből, amelyet a klub után neveztek el, mivel Lucas Radebe, a Kaizer Chiefs korábbi játékosa és csapatkapitánya mindenben támogatta a Leeds United FC-t.

## Története
A Kaizer Chiefs-t 1970-ben alapították, röviddel azután, hogy Kaizer "Chincha Guluva" Motaung visszatért az USA-ból, ahol csatárként játszott az Atlanta Chiefs-ben az North American Soccer League (NASL)-ben.
Számos egyéb játékos szerepet játszott a megalakulásban és a Chiefs fejlődésében, beleértve Gilbert Sekgabi-t, Clarence Mlokoti-t, China Ngema-t, és Ewert "The Lip" Nene-t.
A Kaizer Chiefs – a szurkolók körében Amakhosi – az egyetlen helyi klub lett, amely teljes mértékben hivatásossá vált. A központja Kaizer Chiefs Village, Naturena-ban, Johannesburg-tól hat kilométerre délre található.
Egy nagyszerű rekordot mondhat magáénak, 36 év alatt 80 címet szerzett, és a Chiefs a legjobban támogatott helyi klub.
A 2001/2002-es szezon volt a klub egyik legjobb idénye, négy hónap alatt négy fontos címet nyertek. Ez a Vodacom Challenge, BP Top Eight, Coca-Cola Kupa, és a CAF Kupagyőztesek Kupája (ismert még “Mandela Kupa”-ként is) volt.
A Mandela Kupa győzelem révén a Chiefs játszhatott a CAF Bajnokok Ligája győztes egyiptomi Al-Ahly-val a Szuperkupában. 2002 áprilisában a Kaizer Chiefs teljesítményét elismerték azáltal, hogy Az év afrikai klubjának választották meg.
A 2003/2004-es idényben a Chiefs Fair Play Díjat kapott a Peace Cup-on Dél-Koreában. A Chiefs a szezont a PSL bajnoki címének megnyerésével fejezte be története során először.
A 2004/2005-ös szezon alatt a Chiefs legyőzte a idényben sokáig vezető csapatot az utolsó mérkőzésen, így megvédte a PSL bajnokí címét. A csapat vezetőedzője a román Ted Dumitru volt, a zambiai csatár Collins Mbesuma pedig rekordot állított fel azzal, hogy 35 gól szerzett minden rendezvényt figyelembe véve.
A Kaizer Chiefs-t egyelőre megfosztották az afrikai kupaszerepléstől a Confederation of African Football (CAF) tilalma miatt. Azonban részt vesz a Vodacom Challenge-en, melynek a résztvevője a Kaizer Chiefs és az Orlando Pirates együtt egy meghívott európai klubbal. A Chiefs a Vodacom Challenge Kupát négy alkalommal nyerte meg. A 2006-os legyőzője a Manchester United volt, amely megnyerte a kupát.
2007 márciusában Ernst Middendorp vezetőedző távozott a klubtól. A klub azonnal kinevezte a rivális Orlando Pirates korábbi vezetőedzőjét, Kosta Papic-ot a 2006/7-es idény fennmaradó részére. Muhsin Ertugral visszatért a 2007/2008-as szezon kezdetén, és elkezdte a második szakaszát az edzősködésének a Chiefs -nél, mivel már irányította a The Glamour Boys-t 1999-től 2003-ig.

## Az Amakhosi Stadion
2006 augusztusában a klub stratégiai döntést hozott egy állandó stadion megépítéséről. A tervezetet az önkormányzat is támogatta 1,2 milliárd önköltséggel. A stadion az Amakhosi Stadion nevet kapta, fekvése Johannesburgtól negyven kilométerre található. 2008 decemberében nyílt meg a szurkolók előtt, de az utolsó fejlesztési munkálatokat csak 2012 augusztusában fejezték be. Kapacitása 35 000 fő. Az új stadion kezdetben egy nagyobb sportpálya részévé vált, amelybe a klub áthelyezte az egész "Kaizer Chiefs Ifjúsági Fejlesztési Programot" is. A 2010-12-es szezon elején a csapat inkább a Rand Stadiont használta hazai pályaként. kapacitásbeli problémák miatt négy mérkőzést követően az FNB Stadionba költöztek.

## A Soweto derbi
A Soweto derbit a Kaizer Chiefs és az Orlando Pirates játssza, amely az egyik leghevesebb küzdelem a labdarúgás világában, ami különbözik az összes többi mérkőzéstől a Premier Soccer League-ben, a két fő rivális telt házas mérkőzésen találkozik.

### Eredmények (2003–2007)
2003/2004
- PSL: Chiefs 1 Pirates 0
- PSL: Pirates 1 Chiefs 0

2004/2005
- PSL: Pirates 2 Chiefs 1
- PSL: Chiefs 1 Pirates 1

2005/2006
- PSL: Chiefs 2 Pirates 0
- PSL: Pirates 0 Chiefs 1

2006/2007
- PSL: Chiefs 1 Pirates 1
- PSL: Pirates 1 Chiefs 1

### Örökmérleg
|         | Mérk. | Gy | D  | V  | Lg | Kg |
| ------- | ----- | -- | -- | -- | -- | -- |
| Chiefs  | 32    | 12 | 12 | 8  | 31 | 26 |
| Pirates | 32    | 8  | 12 | 12 | 26 | 31 |

## Jelentős korábbi játékosok
- Doctor Khumalo ("16V")
- Jabu Pule ("Shuffle")
- Marks Maponyane ("Go Man Go")
- Brian Baloyi ("Spiderman")
- Collins Mbesuma ("Ntofo-Ntofo")
- Donald Khuse ("Ace")
- Patrick Ntsoelengoe ("Ace")
- Fani Madida ("Didiza")
- Lucas Radebe ("Rhoo")
- Pollen Ndlanya ("Trompies")
- Neil Tovey ("Codesa")
- David Modise ("Rasta")
- Stanton Fredericks ("Stiga")
- Siyabonga Nomvethe ("Bhele")
- Nelson Dladla ("Teenage")
- John Moshoeu ("Shoes")
- Gary Bailey ("Lekgowa")
- Thabang Lebese ("Chillies")
- Petrus Sekhonyela ("Papi")
- Ehelle Bothende ("Bothende")
- Thabo Lechesa ("Touch")

## Jelentős korábbi vezetőedzők
- Mushin Etrugal Jelenlegi vezetőedző
- Ernst Middendorp 2005–2007
- Ted Dumitru 1986–1987, 2003–2005
- Paul Dolezar 1997–1999
- Philippe Troussier 1994
- Jeff Butler 1988–1989, 1991–1992
- Argentine International "La Fiera" Orlando Casares 1981–1984
- Kaizer Motaung 1970 1972–1973 1976–1978

## Teljesítmény
- PSL bajnoki címek: 2
  - 2003/04, 2004/05
- Coca-Cola Kupa győzelmek: 3
  - 2001, 2003, 2004
- SAA Supa 8 címek: 1
  - 2006
- ABSA Kupa győzelmek: 1
  - 2006
- Vodacom Challenge címek: 4
  - 2000, 2001, 2003, 2006
- Charity Spectacular címek: 2
  - 2002, 2003
- Limpopo Soccer Challenge címek: 1
  - 2006
- Macufe Kupa címek: 2
  - 2004, 2005
- Afrikai Kupagyőztesek Kupája győzelmek: 1
  - 2001
- Az év afrikai klubja: 1
  - 2001
- NPSL bajnoki címek: 6
  - 1974, 1976, 1977, 1979, 1981, 1984
- NSL bajnoki címek: 3
  - 1989, 1991, 1992
- BP Top 8 címek: 13
  - 1973, 1974, 1976, 1977, 1981, 1982, 1985, 1987, 1989, 1991, 1992, 1994, 2001
- Iwisa Maize Meal Soccer Spectacular címek: 8
  - 1986, 1987, 1988, 1989, 1990, 1994, 1996, 1998
- Mainstay Kupa győzelmek: 5
  - 1979, 1981, 1982, 1984, 1987
- Bob Save Super Bowl győzelmek: 2
  - 1992, 2000
- JPS knockout címek: 4
  - 1984, 1986, 1988, 1989
- Ohlsson's Challenge Kupa győzelmek: 2
  - 1987, 1989
- Castle Challenge Kupa győzelmek: 2
  - 1990, 1991
- Rothmans Kupa győzelmek: 2
  - 1997, 1998
- Life Challenge Kupa győzelmek: 2
  - 1971, 1972
- Datsun Challenge címek: 1
  - 1983
- Benson and Hedges Kupa győzelmek: 2
  - 1976, 1977
- Life Challenge Kupa győzelmek: 2
  - 1971, 1972
- Stylo Kupa győzelmek: 1
  - 1970
- UCT Super Team Competition címek: 1
  - 1972
- Sales House Kupa győzelmek: 6
  - 1974, 1976, 1980, 1981, 1982, 1984
- Panasonic Kupa győzelmek: 1
  - 1986

## Klubrekordok
- Legtöbb fellépés – Doctor Khumalo 397
- Legtöbb gól – Marks Maponyane 85
- Legtöbbször válogatott játékosok – John Moshoeu 72, Neil Tovey 52 (Dél-Afrika)
- Legtöbb fellépés egy szezonban – Neil Tovey 52 (1992)
- Legtöbb gól egy szezonban (minden rendezvényen) – Collins Mbesuma – 35 2004/05 (a korábbi csúcstartó Fani Madida volt 34-gyel 1991-ben)
- Legnagyobb győzelem – 9-1 v Manning Rangers (Coca-Cola Challenge – 1996. március 23.)
- Legnagyobb vereség – 1-5 v AmaZulu (1986), Orlando Pirates (1990)

### Premier Soccer League szereplés
- 2006/2007 – 9.
- 2005/2006 – 3.
- 2004/2005 – 1.
- 2003/2004 – 1.
- 2002/2003 – 6.
- 2001/2002 – 9.
- 2000/2001 – 2.
- 1999/2000 – 3.
- 1998/1999 – 2.
- 1997/1998 – 2.
- 1996/1997 – 2.

## 2006/2007-es szezon

### Szezonbeli szereplés
- Castle Premiership – 9.
- ABSA Kupa – legjobb 32
- Telkom Knockout – negyeddöntős
- SAA Supa 8 – győztes
- Vodacom Challenge – győztes
- Telkom Charity Kupa – elődöntős

### PSL top góllövők
1. Kaizer Motaung Jnr 12 

2. Shaun Bartlett 8 

3. Serge Djiehoua 5 

4. Siyabonga Nkosi 4 

5. David Radebe 3 

6. Rowen Fernández 2 

6. Ditheko Mototo 2 

6. David Mathebula 2

### Klub díjak
Az év játékosa: Kaizer Motaung Jnr 

Az év játékosa a játékosok szerint: Kaizer Motaung Jnr 

A szezon gólja: Kaizer Motaung Jnr 

Gólkirály: Kaizer Motaung Jnr 

Az Amakhosi Magazin olvasóinak a választottja: Kaizer Motaung Jnr 

Legjobban öltözött játékos: Thabo Mooki 

Fair Play Díj: Rowen Fernández 

Legtöbbet fejlődött játékos: Serge Djiehoua 

Az év felfedezettje: Siyabonga Nkosi

## Személyzet
- Elnök:  Kaizer Motaung
- Csapatmanager:  Bobby Motaung
- Vezetőedző:  Muhsin Ertugral
- Asszisztens edző:  Fani Madida
- Kapusedző:  Rainer Dinkelacker
- Utánpótláscsapat vezetőedzője:  Donald Khuse

## 2007/2008-as keret
2007. augusztus 21. szerint
| #  |                         | Poszt | Név                          |
| -- | ----------------------- | ----- | ---------------------------- |
| 1  | ausztria                | K     | Markus Böcskör               |
| 2  | Dél-afrikai Köztársaság | V     | Jimmy Tau                    |
| 3  | zimbabwe                | V     | Onismor Bhasera              |
| 4  | Dél-afrikai Köztársaság | V     | Cyril Nzama (csapatkapitány) |
| 5  | Dél-afrikai Köztársaság | CS    | Mabhuti Khanyeza             |
| 6  | Dél-afrikai Köztársaság | V     | Fabian McCarthy              |
| 7  | Dél-afrikai Köztársaság | CS    | Kaizer Motaung Junior        |
| 8  | zimbabwe                | KP    | Tinashe Nengomasha           |
| 12 | Dél-afrikai Köztársaság | KP    | Thabo Mooki                  |
| 13 | uganda                  | KP    | David Obua                   |
| 14 | Dél-afrikai Köztársaság | V     | Siphiwe Tshabalala           |
| 17 | Dél-afrikai Köztársaság | CS    | Shaun Bartlett               |
| 18 | Dél-afrikai Köztársaság | KP    | Arthur Zwane                 |
| 19 | Dél-afrikai Köztársaság | V     | Sihle Mbambo                 |

| #  |                         | Poszt | Név              |
| -- | ----------------------- | ----- | ---------------- |
| 20 | Dél-afrikai Köztársaság | KP    | Sandile Zuke     |
| 21 | Dél-afrikai Köztársaság | V     | Patrick Mayo     |
| 22 | Dél-afrikai Köztársaság | KP    | Mandla Masango   |
| 23 | Dél-afrikai Köztársaság | CS    | Tshepo Bulu      |
| 24 | Dél-afrikai Köztársaság | KP    | David Mathebula  |
| 26 | Dél-afrikai Köztársaság | KP    | Thuso Phala      |
| 27 | Dél-afrikai Köztársaság | KP    | Gerald Sibeko    |
| 28 | Dél-afrikai Köztársaság | V     | Derrick Spencer  |
| 29 | Dél-afrikai Köztársaság | V     | Mokete Tsotetsi  |
| 30 | Dél-afrikai Köztársaság | K     | Emile Baron      |
| 32 | Dél-afrikai Köztársaság | K     | Itumeleng Khune  |
| 33 | Dél-afrikai Köztársaság | V     | Ditheko Mototo   |
| 35 | ghána                   | V     | Jonathan Quartey |

## 2007/2008-as átigazolások
Érkeztek: 

 Markus Böcskör – Kapfenberger SV, Ausztria
 Mabhuti Khanyeza – Golden Arrows
 Onismor Bhasera – Maritzburg United
 Tshepo Bulu – Pimville Young Stars
 Sihle Mbambo – a tartalékcsapatból
 Sandile Zuke – a tartalékcsapatból
 Mandla Masango – a tartalékcsapatból
 Mokete Tsotetsi – Jomo Cosmos
 Jonathan Quartey – International Allies, Ghána
Távoztak: 

 Rowen Fernández – Arminia Bielefeld, Németország
 Siyabonga Nkosi – Arminia Bielefeld, Németország
 Siphiwe Mkhonza – Supersport United
 David Radebe – Bidvest Wits
 Patrick Mayo – Benoni Premier United
 Serge Djiehoua (kölcsönben) – Benoni Premier United
 Louis Agyemang
 Rotson Kilambe
 Ryan Wuest

## Hivatalos szponzor
- Vodacom

## Video
- Büntetőpárbaj a Manchester United ellen

## Külső hivatkozások
- A Kaizer Chiefs hivatalos honlapja
- Kaizer Chiefs Cyberstore
- Premier Soccer League
- PSL Klub Info Archiválva 2007. október 27-i dátummal a Wayback Machine-ben
- Dél-afrikai Labdarúgó Szövetség
- Confederation of African Football